# 인평대군 치제문비
인평대군치제문비(麟平大君致祭文碑)는 대한민국 경기도 포천시 신북면 신평리에 있는, 조선시대 인평대군이 36세의 젊은 나이에 세상을 떠나자 형인 효종과 후대 왕들이 그의 인품과 업적을 치하하며 지은 비문이다. 1978년 10월 10일 경기도의 유형문화재 제75호로 지정되었다.

## 개요
인평대군(麟坪大君 1622∼1658)은 인조의 셋째아들이며 효종의 동생으로 치제문비는 글과 그림에 능하고 학문이 뛰어났던 인평대군이 36세의 젊은 나이에 세상을 떠나자 형인 효종과 후대 왕들이 그의 인품과 업적을 치하하며 지은 비문으로 임금이 제문을 직접 짓고 쓴 어제어필(御製御筆) 비문이다. 치제문비에는 인평대군의 생애를 비롯해 병자호란 후 청나라에 볼모로 가 겪었던 고초와, 그 후 사신으로 청나라에 가서 외교에 중책을 수행한 공적 등이 적혀있다.
제1비는 1693년(숙종 19)에 쓰고 1724년(경종 4)에 세운 것으로 전면에 효종 후면엔 숙종의 어제어필이 새겨있고, 제2비는 1792년(정조16)에 세운 것으로 상단에 영조, 하단에는 정조의 어제어필이 새겨있다. 인평대군치제문비는 조선시대 임금의 글과 글씨를 한 곳에서 볼 수 있는 소중한 유적이다.

## 참고 문헌
- 인평대군치제문비 - 국가유산청 국가유산포털